# Saint-Aubin-sur-Mer (Calvados)
 Saint-Aubin-sur-Mer  es una población y comuna francesa, situada en la región de Normandía, departamento de Calvados, en el distrito de Caen y cantón de Douvres-la-Délivrande.

## Demografía
| 1006 | 1053 | 1189 | 1446 | 1526 | 1810 |
| Para los censos de 1962 a 1999 la población legal corresponde a la población sin duplicidades (Fuente: INSEE [Consultar]) |      |      |      |      |      |